# Alexis de Tocqueville

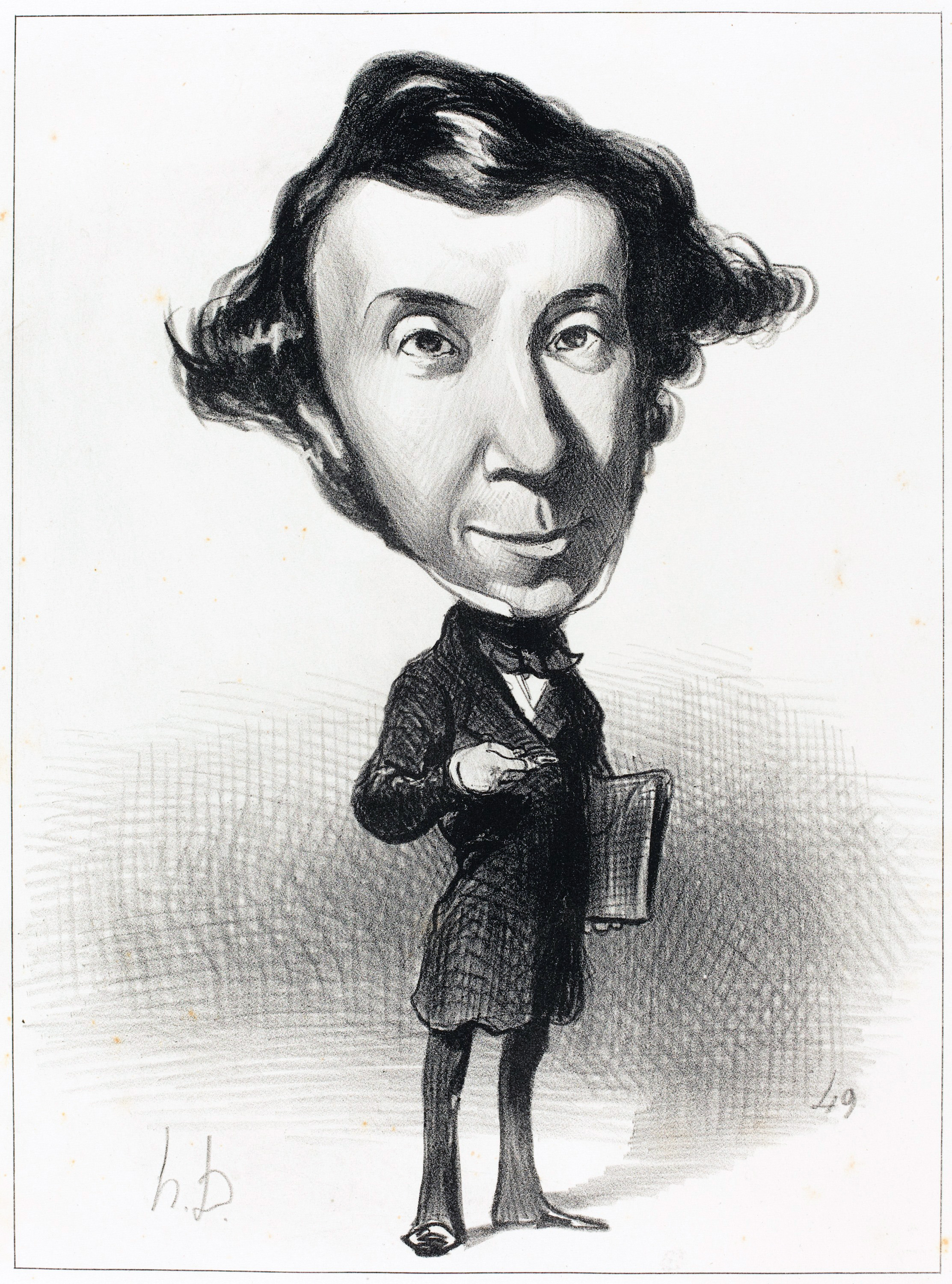
Caricatura, Honoré Daumier, 1849.

Alexis Henri Charles de Clérel, vescomte de Tocqueville (Verneuil-sur-Seine, Illa de França, 29 de juliol de 1805 — Canes, 18 d'abril de 1859), va ser un aristòcrata, diplomàtic, politòleg, filòsof polític i historiador francès. És conegut sobretot per les seves obres La democràcia a Amèrica (apareixent en dos volums, 1835 i 1840) i The Old Regime and the Revolution (1856). En tots dos, va analitzar els nivells de vida i les condicions socials dels individus, així com la seva relació amb el mercat i l'estat a les societats occidentals. Democracy in America es va publicar després dels viatges de Tocqueville als Estats Units i actualment es considera una obra primerenca de sociologia i ciència política.
Tocqueville va ser actiu en la política francesa, primer sota la monarquia de juliol (1830–1848) i després durant la Segona República (1849–1851) que va succeir a la revolució de febrer de 1848. Es va retirar de la vida política després del cop d'estat de Lluís Napoló Bonaparte el 2 de desembre de 1851 i després va començar a treballar en L'Antic Règim i la Revolució. Tocqueville va argumentar que la importància de la Revolució Francesa era continuar el procés de modernització i centralització de l'estat francès que havia començat sota el rei Lluís XIV. Creia que el fracàs de la Revolució venia de la inexperiència dels diputats que estaven massa casats per abstraure els ideals de la Il·lustració.
Tocqueville era un liberal clàssic que defensava el govern parlamentari i es mostrava escèptic davant els extrems de la democràcia. Durant la seva etapa al parlament, va ser membre del centreesquerra, però la naturalesa complexa i inquieta del seu liberalisme ha portat a interpretacions i admiradors contrastats en tot l'espectre polític. Pel que fa a la seva posició política, Tocqueville va escriure que «la paraula 'esquerra' és […] la paraula que volia adjuntar al meu nom perquè hi romangués lligat per sempre».

## Biografia
Nascut en una família monàrquica ultraconservadora, va perdre a diversos dels seus membres durant el Terror que va succeir la Revolució Francesa. La caiguda de Robespierre l'any II (1794) va evitar in extremis la guillotina a la seva mare. Probablement per aquesta raó, desconfià tota la seva vida dels revolucionaris, sense que això el portés a plantejaments ultraconservadors.
Va estudiar Dret i va obtenir una plaça de magistrat a Versalles l'any 1827. Tanmateix, la seva inquietud intel·lectual el va portar a acceptar el 1831 una missió governamental per viatjar als Estats Units per estudiar el seu sistema penitenciari. La seva estada a Amèrica va durar dos anys. Fruit d'aquest viatge va escriure la seva primer obra: Del sistema penitenciari als Estats Units i de la seva aplicació a França (1833). La seva estada als Estats Units també li va servir per aprofundir en l'anàlisi del sistema polític i social estatunidenc, que va descriure a la seva obra La democràcia a Amèrica (1835-1840).
Quan va tornar dels seus viatges als Estats Units, Tocqueville va abandonar definitivament la magistratura per a dedicar-se a la política i a la producció intel·lectual. L'any 1838 va ingressar a l'Acadèmia de Ciències Morals i Polítiques. El 1839 va ser elegit diputat pel poble de Normandia que ara porta el seu mateix nom, Tocqueville (del qual parla a la seva obra 'Souvenirs'), i el 1841 membre de l'Acadèmia Francesa. Es va oposar tant a la Revolució de 1848 (que va acabar amb la monarquia de Lluís Felip d'Orleans) com al colp d'estat de Lluís Napoleó de 1851-1852 (que va acabar amb la Segona República Francesa i va donar pas al Segon Imperi, amb Lluís Napoleó com Napoleó III), sent un dels diputats arrestats durant el colp. En l'interval, va ser breument ministre d'Assumptes Exteriors (1848) de la segona república i vicepresident de l'Assemblea Nacional (1849). Després de l'adveniment del segon imperi, Tocqueville es va retirar de la vida pública i es va dedicar a la que seria la seva principal obra (junt amb De la democràcia a Amèrica), inacabada: L'Antic Règim i la Revolució (1856). L'any 1858, la seva salut es va ressentir i va ser enviat al migdia de França, on va morir (Cannes, 1859). Les seves obres completes van ser publicades en nou volums per H. G. de Beaumont (1860-1865).
La seva obra està basada en els seus viatges als Estats Units i és una referència obligada per a entendre aquest país, en particular durant el segle xix. Es considera com un dels defensors històrics del liberalisme i de la democràcia. Va ser anticol·lectivista i una de les referències dels liberals. Va ser també un teòric del colonialisme, concretament a través dels seus estudis de la colonització francesa d'Algèria. Va avocar també per la caritat privada en lloc de l'ajuda de l'estat per l'atenció dels pobres, per la qual cosa ha estat reivindicat pels conservadors nord-americans, especialment a finals del segle xx i principis del XXI.

## Sobre els indis americans
Extret del llibre La Democràcia a Amèrica:
'' L'estatus social d'aquestes tribus diferia en molts aspectes de l'estatus social present a l'Antic Continent. Els indis s'havien estès pel continent sense entrar en contacte amb altres races més civilitzades que la seva. És per això que no exhibien cap de les nocions incoherents sobre el bé i el mal ni tampoc presentaven les maneres corrompudes i combinades d'ignorància i grolleria que trobem en algunes nacions que, tot i haver avançat en civisme, han recaigut en un estat de barbàrie.
L'indi només estava en deute amb ell mateix; les seves virtuts, els seus vicis i els seus prejudicis eren obra seva. Havia crescut en la independència salvatge de la seva natura.
Si en països més refinats les persones amb l'estatus més baix són grolleres i incíviques, no és només perquè son pobres i ignorants; sinó que pel fet de ser-ho, es troben en contacte constant amb la gent rica i il·lustrada. La seva feblesa i els seus desavantatges són diàriament contrastats amb la felicitat i el poder d'uns quants dels seus conciutadans, desencadenant, per tant, emocions negatives com la por i l'enuig. El coneixement i la consciència de la seva inferioritat i dependència irrita i alhora humilia al pobre. Aquest estat mental es tradueix en unes maneres i en un llenguatge determinat; és alhora insolent i servil. Aquestes afirmacions es demostren fàcilment mitjançant l'observació: les persones son més grolleres en països aristocràtics que en qualsevol altre lloc; i en concret en ciutats opulentes i no tant en l'ambient rural. En aquells indrets on el ric i el poderós conviu amb el pobre i l'indigent, aquest últim se sent oprimit per la seva condició d'inferioritat. Conscient de la impossibilitat d'obtenir o recuperar una certa condició d'igualtat, la sensació de desesperació el fa actuar d'una manera poc digna i impròpia de la naturalesa humana. És aquest efecte desafortunat de la disparitat de condicions el que no s'observa en la vida salvatge: els indis, tot i ser ignorants i pobres, son lliures i iguals. En la seva primera presa de contacte amb els europeus, els indis eren inconscients del valor de les seves riqueses i es mostraven indiferents als plaers que l'home civilitzat procura per a ell mateix. Tot i això, no exhibien cap mena de comportament groller; tenien una actitud reservada i una espècie de cortesia aristocràtica. Amables i hospitalaris en temps de pau, eren alhora desapiadats fins a l'extrem en temps de guerra. L'indi s'exposava a morir de fam per tal de socórrer al foraster que demanava admissió de nit a la porta de la seva tenda; tanmateix, podia estar arrencant amb les mans les extremitats d'algun presoner. Les famoses repúbliques de l'antiguitat mai van donar tant exemple de coratge, d'esperit altiu o d'amor intractable per la independència com el que estava amagat en els boscos silvestres del Nou Món.

## Rebuda i posteritat
Tocqueville és famós per les seves anàlisis sobre la Revolució Francesa, la democràcia estatunidenca i l'evolució de les democràcies occidentals en general. Raymond Aron i Raymond Boudon, entre d'altres, han destacat la seva contribució a la sociologia. François Furet, per la seva banda, va destacar la rellevància de la seva anàlisi de la Revolució Francesa. La seva obra ha tingut una influència considerable en el liberalisme i el pensament polític, juntament amb les de Hobbes, Montesquieu i Rousseau.

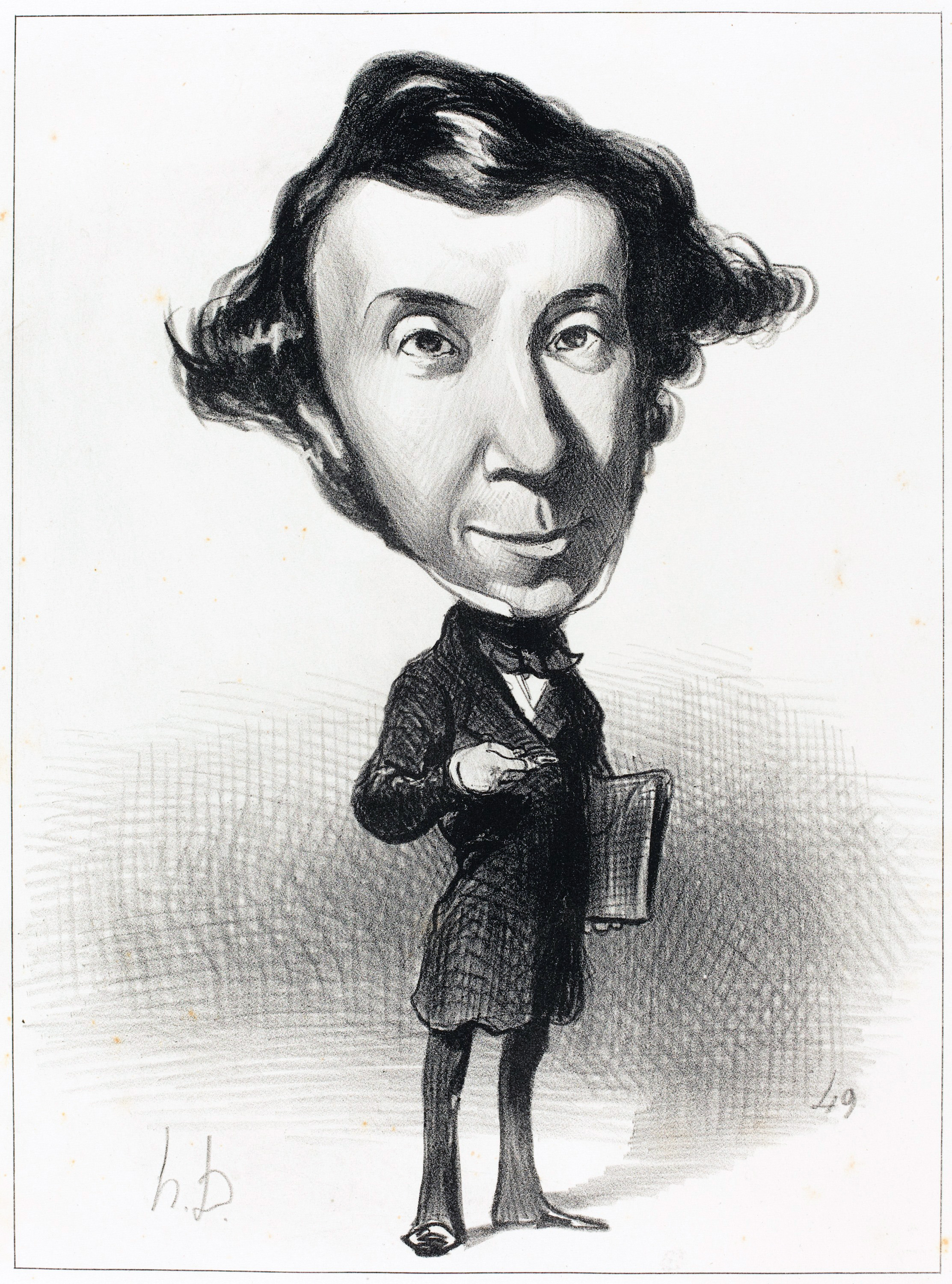
Caricatura d’Honoré Daumier (1849).

La publicació de On Democracy in America va fer famós Tocqueville. El primer volum va ser un èxit editorial, que va requerir diverses reedicions, i va obtenir crítiques glorioses, a França i a l'estranger.
Subestimat a França durant diverses dècades, en particular pel seu estatus liberal que el va desqualificar als ulls de molts intel·lectuals francesos, però llegit sobretot als Estats Units i pels catòlics francesos (o europeus) i liberals, l'obra de Tocqueville es va tornar a posar en el punt de mira, d'una banda per la decadència ideològica i política del socialisme, d'altra banda per la mutació de la vida intel·lectual de les societats després de la Segona Guerra Mundial. Un altre motiu de la llarga desqualificació de la seva obra, segons Jean-Louis Benoît, va ser la seva posició a favor de l'acostament franco-alemany. Raymond Aron, a la dècada del 1950 (sobretot en el seu Assaig sobre les llibertats), va reconèixer Tocqueville com un precursor. Posteriorment, el tocquevilisme francès s'ha convertit en un referent en diferents horitzons o disciplines. Els historiadors François Furet, André Jardin, Pierre Birnbaum, els filòsofs Pierre Manent, Claude Lefort, Marcel Gauchet, Jean-Louis Benoît i els sociòlegs Louis Dumont, Raymond Boudon van contribuir a entendre la riquesa de l'obra de Tocqueville. Més recentment, el món jurídic també ha redescobert Tocqueville, no només per la seva professió d'advocat, sinó també per les seves aportacions al dret constitucional francès i americà.
Va influir en uns quants pensadors a França, com Hippolyte Taine, Frédéric Le Play, o Georges Sorel. Va intercanviar correspondència amb Joseph-Arthur Gobineau, especificant que no compartia totes les seves tesis, especialment el seu fatalisme. Però és sens dubte a l'estranger on Tocqueville va ser més estimat durant la seva vida i al segle XX: a Anglaterra, pels seus amics John Stuart Mill i Nassau William Senior, Lord Acton, Harold Laski, a Alemanya, amb Georg Simmel, Jacob Burckhardt, Ferdinand Tönnies, fins i tot Max Weber, i Wilhelm Dilthey. A Noruega va influir en Jon Elster.
Als Estats Units, continua citat regularment per tota la classe política governamental o federal., donant lloc a obres i publicacions (David Riesman, Richard Sennett, i el conservador Robert Nisbet), però també traduccions i polèmiques. Així, l'any 2000, la retraducció de Democracy in America per Harvey Mansfield i Delba Winthrop va provocar discussions significatives i fins i tot altercats, Tocqueville es va veure etiquetat com «pensador de dretes». La facultat de Dret i Ciències Polítiques de la Universitat d'Artois a França rep el seu nom: Alexis de Tocqueville, Facultat de Dret i Ciències Polítiques.

## Obres
Les seves obres són:
- Del sistema penitenciari als Estats Units i de la seva aplicació a França (1833),
- Quinze dies al desert (1840),
- De la democràcia a Amèrica (Volum I 1835 - Volum II 1840) Arxivat 2012-06-29 at Archive.is,
- L'Antic Règim i la Revolució (1856).